# Neofeudalizam
Neofeudalizam, što doslovno znači "novi feudalizam", predstavlja povratak nekih značajki feudalnog društva, prvenstveno ekonomskih i političkih, u današnjem dobu. Pojam označava politiku vladajuće skupine (vlada, parlament i sl.) koja ima za posljedicu da se sustavno povećava razlika u bogatstvu među bogatima i siromašnima, istodobno povećavajući moć bogatih slojeva društva i smanjujući moć siromašnih. Ove pojave se percipiraju sličnima tradicionalnom feudalizmu.

## Općenito
Povijesni feudalni sustavi najčešće su imali zajedničko svojstvo da je vlast bila koncentrirana u rukama izrazito bogatog i moćnog sloja visokog društva (plemići i aristokracija) s gotovo potpunim pravom upravljanja nad egzistencijom i životima osiromašenog dijela društva to jest radnika, zanatlija, seljaka i dužnika (pojedinci s tolikim dugovima da im je legalno preostala samo mogućnost da budu sluge). Vladajući sloj feudalaca nije bio podložan istim zakonima kao niže klase. Prema tome, jedan od osnovnih kriterija da bi se društvena struktura opisala kao feudalna ili neofeudalna može biti postojanje takvih zakona i običaja koji pogoduju bogatom sloju društva, dok istovremeno zakidaju siromašne slojeve, bilo pravno ili ekonomski.
Neofeudalni sustav ne mora poteći od izravne namjere da se potlače siromašni slojevi, nego može nastati kroz proces postupnog mijenjanja zakona i običaja tako da se što bolje pogoduje bogatom sloju. Ovaj postupni proces nastaje iz jednostavnog razloga što bogati slojevi imaju veći utjecaj u društvu, uzrokujući promjenu društvenih pravila u njihovu korist. 

## Pokazatelji neofeudalizma
Pokazatelji neofeudalizma su oni na temelju kojih se može tvrditi ili zaključiti da je društvo neofeudalno.
Među pokazateljima za koje se tvrdi da su povezani s pojavom neofeudalizma nalaze se zakoni i običaji za koje se smatra da idu u korist bogatog sloja, kao na primjer: 
- manji porezi na dobit (u usporedbi s ukupnim davanjima na osobni dohodak),
- nedovoljno progresivan (ili čak regresivan) sustav poreza,
- porezi na hranu i druge osnovne životne potrepštine,
- nepostojanje taksi na dividende, kamate i druge oblike zarade kroz financijske instrumente,
- nepostojanje poreza na imovinu,
- manje kazne ili neproporcionalne kazne za zakonske prekršaje kažnjive u novcu.

Ovi pokazatelji odnose se primarno na porezni sustav i zakone.
Drugi pokazatelji su oni koji ukazuju na potlačenost nekih slojeva društva, uključujući oblike prinudnog rada. Jedan od primjera je ovisnost radnika o tvrtkama koje ih zapošljavaju. U mnogim državama nezaposlenim osobama nije osigurana egzistencija, čime je radnik prisiljen raditi za tvrtku da bi osigurao svoju egzistenciju, uz veliki strah od otkaza. Time se status radnika u današnjem društvu čini sličan statusu kmeta, jer je prisiljen raditi za svog poslodavca, odnosno robovati za plaću.
Za masivnu imigraciju i ilegalnu imigraciju se tvrdi da pogoduje bogatom sloju jer smanjuje cijenu rada, čime se istodobno omogućava veća dobit i ide na štetu siromašnih slojeva društva.
Kroz politiku otvorenih granica bogati slojevi iz drugih društava su u mogućnosti izvoziti svoje proizvode, time ostvarujući veći profit i u postupno uništavaju autohtonu ekonomiju tržišta u koje se vrši izvoz.

## Posljedice
Među pojavama za koje se tvrdi da su povezane s idejom neofeudalizma u današnjem društvu pripadaju: 
- raslojenost društvenih slojeva, jaz u bogatstvu
- korupcija
- konsolidacija bogatstva i političke moći
- iskorištavanje radnika
- pojava bogate vladajuće elite
- globalizacija
- multinacionalne korporacije
- neo-korporatizam